# Чхве Хон Ман
Чхве Хон Ман (кор. 최홍만, ханча 崔洪萬, род. 30 октября 1980 года в Чеджу, провинция Чеджудо, Республика Корея) — южнокорейский спортсмен, боец кикбоксинга, смешанных боевых искусств (ММА) и бывший борец  сирым (кор. 씨름, корейская национальная борьба на поясах). В Азии его называют «Корейский монстр» и «Корейский Колосс». В настоящее время выступает под эгидой компаний К-1 и «Dream». Чхве страдает акромегалией. При росте 2 м 18 см и весе от 161 до 166,6 кг, Чхве является одним из самых больших представителей боевых видов спорта в мире.

## Личная жизнь
В апреле 2008 года Чхве призвали в корейскую армию на 26 месяцев службы. После провала двух медицинских тестов, он был освобожден от воинской обязанности. Главной причиной была проблема со зрением (левый глаз), возникшая из-за опухоли головного мозга. 9 июня 2008 года опухоль была удалена путём хирургического вмешательства.
В 2008 году Чхве сделал татуировку на левом плече в виде своей фамилии по-английски: Choi.

### Творческая деятельность
Чхве начал певческую карьеру совместно с супермоделью Хан Со-хи. Их дуэт известен под названием «Красавица и Чудовище». Чхве выпустил сингл с записью рэпа, где Хан Со-хи исполнила вокальную партию.
В 2009 году он дебютировал в японском фильме «Goemon». В апреле 2010 года Чхве снялся в одной из главных ролей в японском сериале «Kaibutsu-kun».

## Спортивная карьера

### Кикбоксинг
Его бойцовский дебют состоялся 19 марта 2005 года на этапе мирового Гран-при 2005 К-1 в Сеуле, когда он за один день провёл 3 боя: в четвертьфинале против Wakashoyo, в полуфинале против Акэбоно Таро (с которым за карьеру встретится ещё дважды, и оба раза так же победил), и в финале победив Каоклая Каенорсинга(англ. Kaoklai Kaennorsing). Во время финального отбора на K-1 World Grand Prix 2005 in Osaka — Final Elimination он победил Боба Саппа (англ. Bob Sapp) по очкам 2-0, но потом проиграл Реми Боньяски (англ. Remy Bonjasky) в финале мирового Гран-при.
Своё прозвище «Техно Голиаф» (кор. 테크노 골리앗) Чхве получил в бытность бойцом ширыма в Южной Корее, поскольку после победы он танцевал под «техно». На японском телевидении и в новостях его называют «Корейский монстр» (яп. モンスター).
Одним из самых интересных боёв Чхве был бой с действующим чемпионом мира K-1 Сэмми Схилтом в 2006 году в Сеуле на мировом Гран-при. Чхве выиграл по очкам. Бой был уникальным из-за огромного размера и веса обоих бойцов (Схилт 2,12 м, 128 кг, Чхве 2,18 м и 161 кг). Чхве выиграл бой решением судей (2-0), но это была спорная победа.
30 сентября 2006 года Чхве бился против Жерома Ле Банне в финальном отборе и проиграл после трёх раундов и одного дополнительного по очкам. После боя Ле Банне сказал: «Он опасен, его колени находятся уже почти на уровне моей головы, он не человек. Но это хороший парень, мне он нравится, он вынослив, это, возможно, самый сильный боец в К-1 и у него твердые кости — когда я наносил удар, моей ноге было больно! Уверен, что когда через пару лет он наберется опыта, никто не сможет послать его в нокаут».
4 марта 2007 года Чхве был нокаутирован, проиграв Майти Мо. Тот нанес сокрушительный удар рукой в подбородок Чхве, и корейский гигант не смог подняться на ноги. В этом бою кореец весил 165,4 кг, был очень медленным и неповоротливым, и многие говорят, что это было его худшее выступление.
5 августа на Азиатском Мировом Гран-при в Гонконге Чхве отправил в нокаут Гари Гудриджа через 1:34 минуты после начала первого раунда. Он весил 163,5 кг, столько же, сколько и во время своего боя с Схилтом в июне 2006 года. Примечательным в этом бою была его стойка. Дело в том, что со времени своего дебюта на К-1 в 2005 году, он бился, используя обычную правостороннюю позицию. Однако в бою против Гудриджа Чхве впервые применил новую для себя стойку левши. Это была стратегия его тренера Kin Taiei для возможного повторного боя с Mайти Mo.
29 сентября в Сеуле на финальном отборе К-1 он отомстил за поражение нокаутом, выиграв по очкам у Mo. Победа была неоднозначной, так как удар Чхве в пах противнику во втором раунде засчитали как нокдаун. В своем послематчевом интервью Mo сказал: «Он казался немного сильнее. Я наносил ему мощные удары, но он не падал, чему я удивился, так как мои удары были сильнее тех, что я наносил ему в предыдущих боях. Должно быть, он тренировался выдерживать мощные удары».
8 декабря 2007 года, на финальном турнире мировой серии Гран-при 2007, Чхве снова проиграл решением судей Жерому Ле Банне. Джимми Леннон-младший объявил, что кореец весит 166,6 кг, что на сегодняшний день является его самым большим весом.
27 сентября 2008 он вернулся в К-1 — Чхве участвовал в турнире K-1 final Elimination в Сеуле, и бился против марокканца Бадра Хари. После 3 раундов боя, угол Чхве выбросил полотенце из-за травмы ребра.
8 декабря 2008 года Чхве проиграл Рэю Сефо единогласным решением судей.

### Статистика выступлений в кикбоксинге
| Результат | Рекорд | Соперник            | Способ                                               | Турнир                                                         | Дата             | Раунд | Время | Место проведения                      | Примечание                      |
| --------- | ------ | ------------------- | ---------------------------------------------------- | -------------------------------------------------------------- | ---------------- | ----- | ----- | ------------------------------------- | ------------------------------- |
| Поражение | 12-8   | Yi Long             | Технический нокаут                                   | MAS FIGHT                                                      | 15 ноября 2018   | 1     | 0:30  | Макао                                 |                                 |
| Поражение | 12-7   | Zhou Zhipeng        | Единогласное решение судей                           | Silk Road Hero Kickboxing                                      | 6 ноября 2016    | 3     | 3:00  | Китай                                 |                                 |
| Поражение | 12-6   | Рэй Сефо            | Единогласное решение судей                           | K-1 World Grand Prix 2008 Final\|K-1 World GP Final 2008       | 8 декабря 2008   | 3     | 3:00  | Иокогама, префектура Канагава, Япония | K-1 WGP 2008 1/4                |
| Поражение | 12-5   | Бадр Хари           | Технический нокаут (Секунданты остановили бой)       | K-1 World Grand Prix 2008 in Seoul Final 16\|K-1 Seoul GP 2008 | 27 сентября 2008 | 3     | 3:00  | Сеул, Южная Корея                     | K-1 WGP 2008 Final Eliminations |
| Поражение | 12-4   | Жером Ле Банне      | Единогласное решение судей                           | K-1 World Grand Prix 2007 Final\|K-1 World GP Final 2007       | 8 декабря 2007   | 3     | 3:00  | Иокогама, префектура Канагава, Япония | K-1 WGP 2007 1/4                |
| Победа    | 12-3   | Майти Мо            | Решение большинства судей                            | K-1 World Grand Prix 2007 in Seoul Final 16\|K-1 Seoul GP 2007 | 29 сентября 2007 | 3     | 3:00  | Сеул, Южная Корея                     | K-1 WGP 2007 Final Elimination  |
| Победа    | 11-3   | Гари Гудридж        | Нокаут (KO) (Удар коленом)                           | K-1 World Grand Prix 2007 in Hong Kong\|K-1 Hong Kong GP 2007  | 5 августа 2007   | 1     | 1:34  | Гонконг                               |                                 |
| Победа    | 10-3   | Mike Malone         | Нокаут (KO)                                          | K-1 World Grand Prix 2007 in Hawaii                            | 28 апреля 2007   | 2     | 2:02  | Гавайи, США                           |                                 |
| Поражение | 9-3    | Майти Мо            | Нокаут (KO)                                          | K-1 World Grand Prix 2007 in Yokohama\|K-1 Yokohama GP 2007    | 4 марта 2007     | 2     | 0:50  | Иокогама, префектура Канагава, Япония |                                 |
| Поражение | 9-2    | Жером Ле Банне      | Единогласное решение судей                           | K-1 World Grand Prix 2006 in Osaka Opening Round               | 30 сентября 2006 | 4     | 3:00  | Осака, префектура Осака, Япония       | K-1 WGP 2006 Final Elimination  |
| Победа    | 9-1    | Акэбоно Таро        | Нокаут (KO) (Левый хук)                              | K-1 World Grand Prix 2006 in Sapporo                           | 30 июля 2006     | 2     | 0:57  | Саппоро, Хоккайдо, Япония             |                                 |
| Победа    | 8-1    | Сэмми Схилт         | Раздельное решение судей                             | K-1 World Grand Prix 2006 in Seoul                             | 3 июня 2006      | 3     | 3:00  | Сеул, Южная Корея                     |                                 |
| Победа    | 7-1    | Sylvester Terkay    | Единогласное решение судей                           | K-1 World Grand Prix 2006 in Las Vegas                         | 29 апреля 2006   | 3     | 3:00  | Лас-Вегас, штат Невада, США           |                                 |
| Поражение | 6-1    | Реми Боньяски       | Единогласное решение судей                           | K-1 World Grand Prix 2005                                      | 19 ноября 2005   | 3     | 3:00  | Токио, Япония                         | K-1 WGP 2005 1/4                |
| Победа    | 6-0    | Боб Сапп            | Решение большинства судей                            | K-1 World Grand Prix 2005 in Osaka — Final Elimination         | 23 сентября 2005 | 3     | 3:00  | Осака, префектура Осака, Япония       | K-1 WGP 2005 Final Elimination  |
| Победа    | 5-0    | Акэбоно Таро        | Технический нокаут (TKO) (Остановка боя рефери)      | K-1 World Grand Prix 2005 in Hawaii                            | 29 июля 2005     | 1     | 2:52  | Гавайи, США                           |                                 |
| Победа    | 4-0    | Tom Howard          | Нокаут (KO)                                          | K-1 World Grand Prix 2005 in Hiroshima                         | 14 июня 2005     | 1     | 2:11  | Хиросима, префектура Хиросима, Япония |                                 |
| Победа    | 3-0    | Kaoklai Kaennorsing | Единогласное решение судей                           | K-1 World Grand Prix 2005 in Seoul                             | 19 марта 2005    | 4     | 3:00  | Сеул, Южная Корея                     | K-1 Seoul GP 2005 Champion      |
| Победа    | 2-0    | Акэбоно Таро        | Технический нокаут (TKO) (Секунданты остановили бой) | K-1 World Grand Prix 2005 in Seoul                             | 19 марта 2005    | 1     | 0:24  | Сеул, Южная Корея                     | K-1 Seoul GP 2005 1/2           |
| Победа    | 1-0    | Wakashoyo           | Нокаут (KO) (Левый хук)                              | K-1 World Grand Prix 2005 in Seoul                             | 19 марта 2005    | 1     | 1:40  | Сеул, Южная Корея                     | K-1 Seoul GP 2005 1/4           |

### Смешанные боевые искусства
31 декабря 2006 года Чхве с легкостью выиграл свой дебютный бой по смешанным боевым искусствам на К-1 Динамит в Осаке. Он за 16 секунд одержал убедительную победу над бывшей телезвездой Бобби Ологуном (англ. Bobby Ologun).
2 июня 2007 года Чхве Хон Ман должен был выступить против борца — бывшего чемпиона по версии WWE, IWGP и NCAA среди любителей Брока Леснара в K-1 Динамит! в США, грандиозном событии в Мемориальном Колизее Лос-Анджелеса. Однако, 23 мая 2007 года из-за доброкачественной опухоли гипофиза Чхве лишили его калифорнийской бойцовской лицензии, всего за 10 дней до мероприятия. Но подходящая замена нашлась в лице соотечественника, корейского бойца Ким Мин Су.
31 декабря 2007 года в турнире Yarennoka! состоялся его бой с Фёдором Емельяненко, чемпионом в тяжёлом весе по версии WAММА и чемпионом в тяжёлом весе PRIDE. Чхве два раза оказывался сверху после попыток Фёдора перевести соперника в партер. Два раза Фёдор пытался провести болевой приём. Первый раз корейцу удалось увернуться, но в конце второй минуты Фёдор провел болевой приём (рычаг локтя) и вынудил Чхве сдаться. В интервью, состоявшемся в 2009 году, Чхве заявил о желании реванша с Фёдором: «Я хочу опять драться с Федором, в последнем бою я был плохо подготовлен. Я недоволен своим результатом, я знаю, что если я достаточно подготовлюсь, то могу его победить».
31 декабря 2008 года Чхве сразился с Мирко Филиповичем (Mirco CroCop) в Японии. Хорват, результативно атаковавший ноги Чхве лоукиками, победил техническим нокаутом на отметке 6:32 первого раунда, попав очередным ударом ноги под левое колено соперника.

### Статистика выступлений в ММА
| Результат | Рекорд | Соперник          | Способ                                    | Турнир                      | Дата             | Раунд | Время | Место проведения                      | Примечание                                  |
| --------- | ------ | ----------------- | ----------------------------------------- | --------------------------- | ---------------- | ----- | ----- | ------------------------------------- | ------------------------------------------- |
| Поражение | 4-5    | Майти Мо          | Нокаут (удар)                             | ROAD FC 033                 | 24 сентября 2016 | 1     | 4:06  | Сеул, Южная Корея                     | Финал Road FC Openweight Tournament         |
| Победа    | 4-4    | Aorigele          | Нокаут (удар)                             | ROAD FC 030: In China       | 16 апреля 2016   | 1     | 1:36  | Пекин, Китай                          | Полуфинал Road FC Openweight Tournament     |
| Победа    | 3-4    | Quanchao Luo      | Технический нокаут (остановка боя врачом) | ROAD FC 027: In China       | 26 декабря 2015  | 1     | 3:14  | Шанхай, Китай                         | Четвертьфинал Road FC Openweight Tournament |
| Поражение | 2-4    | Carlos Toyota     | Нокаут (удар)                             | ROAD FC 024: In Japan       | 25 июля 2015     | 1     | 1:29  | Токио, Япония                         |                                             |
| Поражение | 2-3    | Икухиса Минова    | Сдача                                     | Dream 11                    | 6 октября 2009   | 2     | 1:27  | Сайтама, префектура Сайтама, Япония   | Dream Super Hulk Grand Prix Semifinal       |
| Победа    | 2-2    | / Jose Canseco    | Технический нокаут (сдача от ударов)      | Dream 9                     | 26 мая 2009      | 1     | 1:17  | Иокогама, префектура Канагава, Япония | Dream Super Hulk Grand Prix Quarterfinal    |
| Поражение | 1-2    | Мирко Филипович   | Технический нокаут (ТKO)                  | Dynamite!! 2008             | 31 декабря 2008  | 1     | 6:32  | Сайтама, префектура Сайтама, Япония   |                                             |
| Поражение | 1-1    | Фёдор Емельяненко | Сдача (Болевой на руку)                   | Yarennoka!                  | 31 декабря 2007  | 1     | 1:58  | Сайтама, префектура Сайтама, Япония   |                                             |
| Победа    | 1-0    | Bobby Ologun      | Технический нокаут (ТKO) (Удары)          | K-1 Premium Dynamite!! 2006 | 31 декабря 2006  | 1     | 0:16  | Осака, префектура Осака, Япония       |                                             |

## Титулы
- 2001: DchozN World Challenge '01
- 2002: King of Iron Fist Tournament '02
- 2003: Jinan Competition '03
- 2003: The General Championship '03
- 2004: Jungwal Competition '04
- 2004: Hamyang Competition '04
- 2005: K-1 WORLD GP 2005 in Seoul Champion